# PC-Wasserkühlung
| QS-Informatik | Dieser Artikel wurde wegen inhaltlicher Mängel auf der Qualitätssicherungsseite der Redaktion Informatik eingetragen. Dies geschieht, um die Qualität der Artikel aus dem Themengebiet Informatik auf ein akzeptables Niveau zu bringen. Hilf mit, die inhaltlichen Mängel dieses Artikels zu beseitigen, und beteilige dich an der Diskussion! (+) |

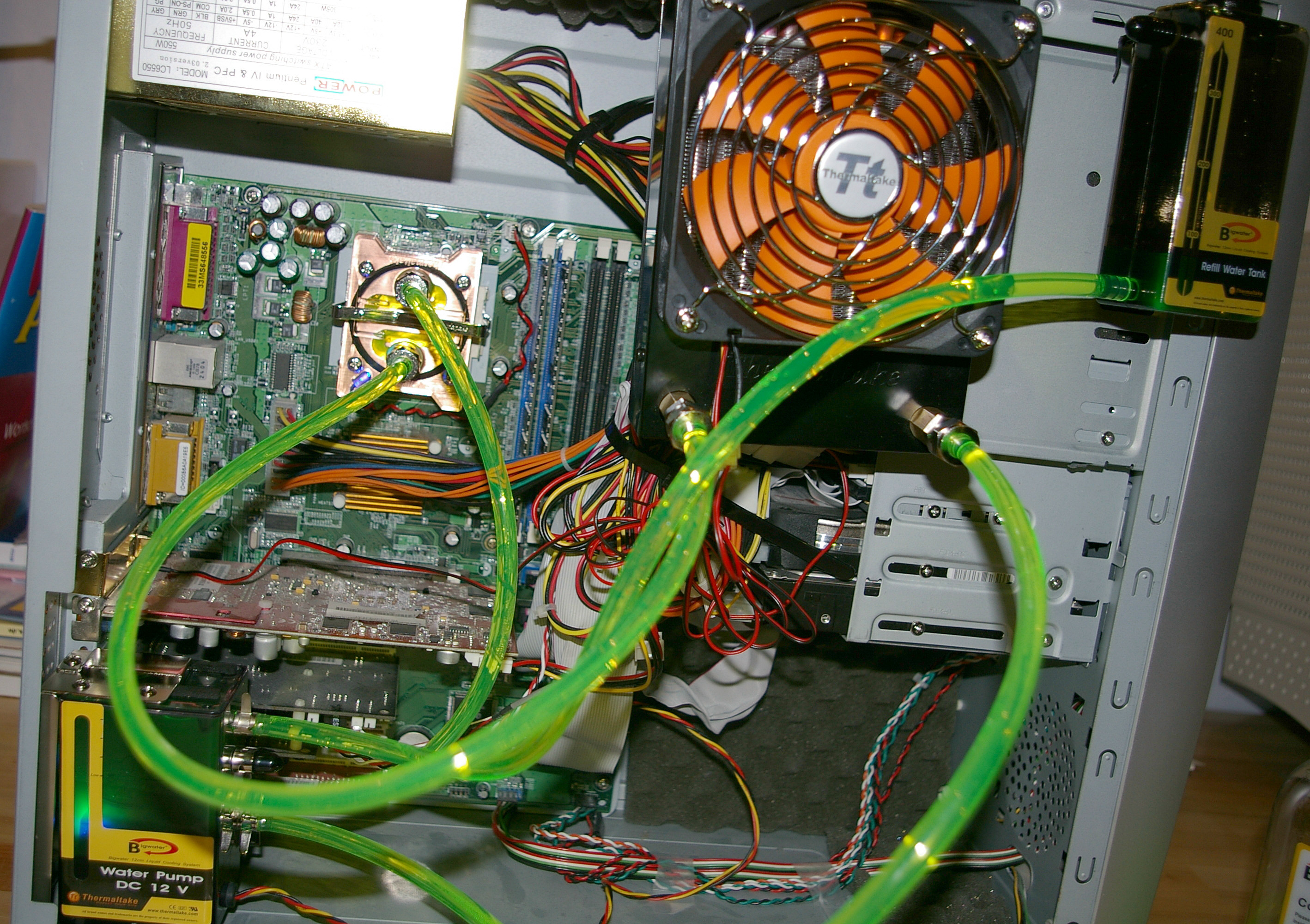
Probeaufbau einer Wasserkühlung (Thermaltake) in einem Rechner mit AMD-Prozessor. Links unten Pumpe; darüber CPU-Kupferkühler, oben Radiator mit Lüfter, 120 mm Durchmesser, rechts davon Ausgleichsbehälter

Die PC-Wasserkühlung ist eine fortschrittliche und effiziente Methode zur Wärmeableitung, die in modernen Computern Anwendung findet.
Sie dient dazu, die durch elektrische Energie, die in Wärme umgewandelt wird, entstehende Hitze abzuleiten. Mit der zunehmenden Leistungsdichte heutiger Computer und der damit einhergehenden Erwärmung der einzelnen Komponenten hat die Notwendigkeit für effektive Kühlmethoden zugenommen. Im Gegensatz zu früheren Zeiten, als die Umgebungsluft und natürliche Konvektion ausreichten, um die geringe spezifische Verlustleistung ohne zusätzliche Kühlkörper abzuführen, sind heute bei den meisten PCs Kühlkörper im Einsatz. Bei aktiv gekühlten Systemen unterstützen zusätzlich Ventilatoren die Wärmeableitung. In diesem Kontext bietet die Wasserkühlung einen entscheidenden Vorteil in Bezug auf Leistung und Effizienz.

## Ziel
Das Hauptziel der PC-Wasserkühlung besteht darin, die durch Betrieb erzeugte Wärme – insbesondere von stark aufheizenden Halbleitern wie Hauptprozessoren und Grafikprozessoren – effizient und leise abzuleiten. Ein weiterer Einsatzbereich der Wasserkühlung ist die Leistungssteigerung durch Übertakten des Rechners über den offiziellen Spezifikationen.
Neben der verbesserten Wärmeabfuhr bietet die Wasserkühlung oft den Vorteil, leiser als eine Luftkühlung zu sein. Das Kühlmedium Wasser besitzt eine hohe Wärmekapazität, was die Wärmeaufnahme von kleinflächigen Wärmequellen, wie sie in Computern häufig vorkommen, begünstigt. Allerdings wird der Wärmefluss zwischen dem Halbleiter und der für die Wärmeübertragung wirksamen Oberfläche durch die Wärmeleitfähigkeit der dazwischenliegenden Materialien begrenzt. Dieser thermische Widerstand lässt sich nur teilweise reduzieren, zum Beispiel durch den Einsatz von Wärmeleitpaste.
Im Hobbybereich wird die Wasserkühlung häufig nur für Haupt- und Grafikprozessor verwendet. Andere Wärmequellen im Computer erfordern jedoch eine Kühlung durch Umluft oder aktiven Luftaustausch im Gehäuse. Daher ist es oft notwendig, entweder weitere Komponenten in das Wasserkühlsystem zu integrieren und/oder die Luft im Gehäuse weiterhin umzuwälzen oder auszutauschen. In professionellen Kühlsystemen für Schaltschränke werden auch Luft-Wasser-Wärmetauscher eingesetzt.

## Geschichte
Angefangen hat das Kühlen von PCs mit Wasser im privaten Bereich mit einigen wenigen Enthusiasten, die um das Jahr 2000 ihre Computer so weit wie möglich übertakten wollten oder nach Ersatz für die konventionellen CPU-Lüfter suchten, die damals wegen der steigenden Verlustleistung der CPUs immer leistungsstärker und dadurch lauter wurden. Zudem kamen auch im privaten Bereich Dual-CPU-Boards in Mode, wie sie zuvor nur bei Servern verwendet wurden. Auf diesen Hauptplatinen mussten damit zwei CPU-Kühler mit Lüfter verbaut werden, was die Lautstärke weiter erhöhte.
Die Kühlkörper wurden auch selbst gefertigt und das Wasser wurde anfangs mit Aquariumpumpen gefördert.
2003 wurde mit dem Power Mac G5 der erste Desktop-Rechner mit serienmäßiger Wasserkühlung auf dem Markt eingeführt. Hier stammte das System aus Wärmetauscher, Radiator und Pumpe von der Firma Delphi Automotive.
Üblich waren auch selbst gebaute Radiatoren und Ausgleichsbehälter aus Plexiglas. Zur Rückkühlung (Wärmetauscher gegen die Raumluft) wurden zum Beispiel Autokühler oder Heizkörper eingesetzt.
Später reagierten u. a. Hersteller von Pumpen und Wasser-Luft-Wärmetauschern auf den Bedarf, und es entstand ein Markt für Komponenten und Komplettsets.

## Kühlprinzipien
Die Rückkühlung des Kühlwassers kann aktiv oder passiv erfolgen.
Bei aktiver Kühlung wird durch einen Lüfter ein Luftstrom durch einen Wasser-Luft-Wärmeübertrager erzeugt.
Bei manchen Kühlern wird zusätzlich zur Wasser-Luft-Kühlung ein thermoelektrischer Kühler verwendet (Peltierkühlung).

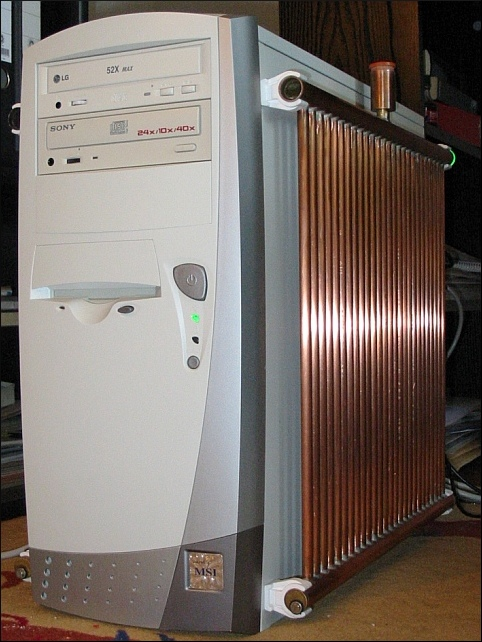
Variante eines passiven Kühlkörpers für einen wassergekühlten Prozessor

Bei passiver Kühlung ist der Wasser-Luft-Wärmetauscher als sogenannter Radiator ausgebildet und wird nur durch die natürliche Konvektion der Luft gekühlt. Ein solcher Radiator ist größer als ein aktiv gekühlter, um die gleiche Kühlleistung zu erreichen. Auch mehrere Meter lange Schläuche oder Metallrohre sind gebräuchlich. Mit geeigneter Leitungsführung kann natürliche Konvektion im Kühlwasser erreicht werden und es kann auf eine Umwälzpumpe verzichtet werden. 
Um beispielsweise 500 Watt Leistung abzuführen, wird bei 2 Meter Steighöhe und 5 Meter Rohrgesamtlänge sowie 15 K Temperaturdifferenz zur Umgebungstemperatur ein Rohr-Innendurchmesser von mindestens 25 mm notwendig.
Das Kühlwasser kann auch mit einer Kältemaschine (Kompressor wie in Kühl-/Gefrierschränken) rückgekühlt werden.

## Aufbau
Eine aktuell übliche PC-Wasserkühlung besteht aus
- Kühlkörper (mindestens für Hauptprozessor (CPU), teilweise auch für die Grafikkarte (GPU) und weitere Komponenten, wie Northbridge, Southbridge, Festplatten, Netzteil, Arbeitsspeicher und Spannungswandler)
- Pumpe (z. T. Spezialanfertigungen basierend auf Aquarienpumpen)
- Ausgleichsbehälter (um temperaturbedingte Ausdehnung des Kühlmediums zu ermöglichen, sowie zum Befüllen und Entlüften)
- Radiator (Wärmeüberträger für die Rückkühlung)
- Lüfter (bei aktiver Kühlung)
- Schläuche („Verrohrung“)
- Zubehör wie
  - Montageschrauben und Schlauchanschlüsse
  - Knickschutzfedern (manchmal sinnvoll)
  - Kühlwasserthermometer, Durchflussanzeiger usw.
- Kühlwasserzusatz (Korrosionsschutz und Verhinderung von Algenbildung)

Die „klassische“ Wasserkühlung wird aus den oben genannten Bestandteilen vor Ort „nach Maß“ in den Rechner eingebaut. Das erfordert z. T. einigen Aufwand, zum Beispiel muss unter Umständen die Hauptplatine (Motherboard) ausgebaut werden, um die Halteschrauben für den Kühler anbringen zu können, und im Gehäuse müssen geeignete Ein- und Auslässe für den Radiator eingebracht werden sofern das Gehäuse nicht genügend Platz für einen Radiator bietet.

## Arbeitsweise
Das Wasser im Kühlkreislauf wird von der Pumpe bewegt. In den Kühlkörpern nimmt es die Wärme der zu kühlenden Bauteile auf und transportiert sie zum Radiator, wo die Kühlwasserwärme an die Umgebungsluft abgegeben wird. Alle Komponenten werden hydraulisch in Reihe geschaltet (hintereinander gekoppelt), um einen gleichmäßigen Durchfluss durch alle Kühlkörper sicherzustellen.
Inzwischen gibt es auch Systeme, bei denen Pumpe, Radiator mit Lüfter und Ausgleichsbehälter in einem Gehäuse zusammengefasst sind und nur noch die Kühler im Computer montiert und mit Schläuchen mit dem Kühlsystem verbunden werden müssen. Teilweise sind diese Systeme so klein gebaut, dass sie in zwei bis drei 5,25″-Laufwerksschächten Platz finden. Speziell diese kompakten Systeme weisen als Nachteil die verhältnismäßig kleinen Lüfter auf, die sich zudem schnell drehen müssen und eine entsprechende Geräuschkulisse erzeugen. Auch die Kühlleistung kommt nicht an die einer klassisch aufgebauten Wasserkühlung heran, ist jedoch für handelsübliche PC-Systeme ausreichend. Extern aufgestellte Systeme können größer gebaut werden und sind am einfachsten zu montieren.
Apple verbaute in seinen Power Mac G5 die erste massenfertigungstaugliche Wasserkühlung für den PC-Bereich, und inzwischen gibt es auch die erste TÜV-geprüfte Wasserkühlung für AMD/Intel-PCs. Es gibt außerdem seit einiger Zeit Wasserkühlungs-Komponenten, die klein genug für den Einbau in einen Mini-PC sind.

## Problematik
Bei einem Umbau ist zu beachten, dass die Garantie des Herstellers in der Regel erlischt.
Die Inanspruchnahme der gesetzlichen Gewährleistung kann erschwert sein, da der Händler behaupten wird, der Mangel sei durch den Umbau entstanden. Daher wird ein solcher Umbau oft zur Ablehnung von Ansprüchen führen, weshalb nur der Weg zu Gericht bleibt.

## Komponenten im Detail
Das Bild zeigt eine solche CPU-Wasserkühl-Einheit. Das zentrale Element ist der Metallblock, der mit einer Wärmeleitpaste auf der CPU sitzt. Das Material ist in diesem Fall hervorragend wärmeleitfähiges Kupfer, mit einer mäandernden Fräsung für den Wasserkanal, mit einer Nut für den umlaufenden O-Ring zur Abdichtung. Weiter der Acryl-Deckel mit den Anschlüssen für die Schläuche zur Wasser-Zu- und Abführung, und mit den Klammern zur Befestigung der Einheit auf der Hauptplatine.

### Kühlkörper

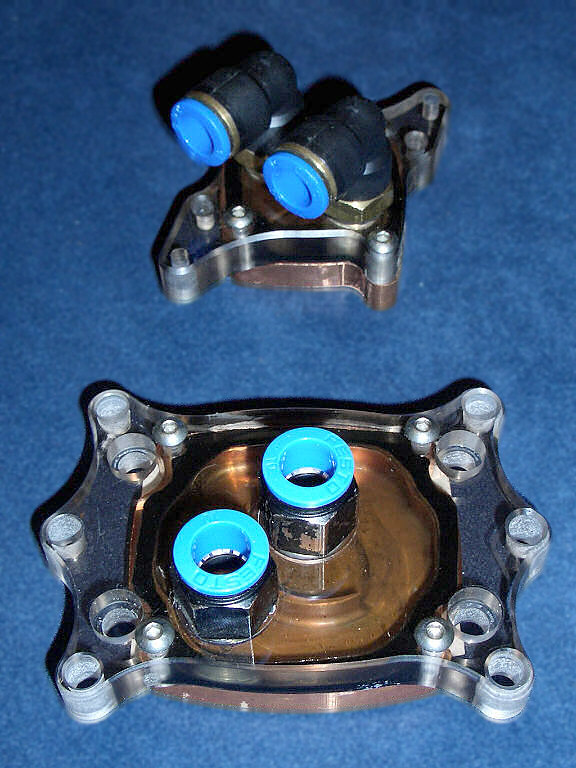
Wasserkühlkörper für CPU und GPU

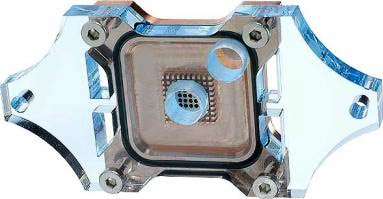
CPU-Wasserkühler mit Wasser-Düsen-Prinzip der Firma alphacool

Die Kühlkörper funktionieren nach dem Wärmeübertragerprinzip. Diese werden aus Aluminium oder aus Kupfer gefertigt und gelegentlich vernickelt, versilbert oder sogar vergoldet. Es gibt auch Kühlkörper aus massivem Silber, welches die höchste Wärmeleitfähigkeit der genannten Metalle besitzt, jedoch sehr teuer ist und leicht korrodiert bzw. anläuft.
Während die ersten Kühlkörper im Inneren einfach ein simples Rohr, evtl. in U-Form, enthielten, wurde der Aufbau der Kühlkörper mit der Zeit immer ausgefeilter, um eine möglichst große Wärmeübergangsfläche zum durchfließenden Wasser zu bieten. Lange Zeit galten sog. Kernkühler, welche aus einem gedrehten, zylindrischen Kupferkern und einer Hülle (meist aus Aluminium, Delrin oder Plexiglas) bestanden, als die leistungsstärksten Kühler. Da diese aber sehr aufwendig zu fertigen und dementsprechend teuer waren, fanden sie nur wenig Anklang.
Inzwischen gibt es Systeme mit feinen Kanälen, Nadeln oder sogar einer Wabenstruktur (Düsenkühler). Somit wird die Wasseroberfläche und Strömungsgeschwindigkeit an dieser Stelle um ein Vielfaches erhöht, so dass sicher turbulente Strömung erreicht wird. Dies gewährleistet einen erhöhten Wärmeübergang bei gleichzeitig höherem Druckverlust in der Anlage.
Um Korrosion zu vermeiden, welche den Wärmeübergang herabsetzt, wird dem Kühlmedium ein antikorrosives Mittel zugesetzt, handelsübliche Mittel aus dem Kfz-Bereich sind absolut ausreichend. Die Kühlkörper sind dem jeweiligen Prozessor, seinem Befestigungssystem und dem Schlauchsystem innerhalb des Kühlsystems angepasst.
Da mit der Weiterentwicklung von Grafikchips eine steigende Abwärme einhergeht, spielen Wasser-Kühlkörper für Grafikkarten eine immer größere Rolle. Hierbei kann man grundsätzlich zwischen Kühlern, die nur für den Grafikchip (GPU) gedacht sind, und sog. Komplettkühlern, die sowohl die GPU als auch den Arbeitsspeicher sowie die Spannungswandler der Grafikkarte kühlen, unterscheiden. Bei den Kühlern, die nur den Grafikchip kühlen, besteht jedoch die Gefahr, dass sich durch das Wegfallen des Luftstroms über andere Bauteile der Grafikkarte des originalen Lüfters die Lebensdauer der Grafikkarte verringert. Eine Montage eines Wasserkühlers auf Grafikkarten ist darüber hinaus oftmals mit Garantieverlust verbunden.
Bei der Kühlung sonstiger Komponenten (Chipsatz, Festplatten etc.) werden die Kühler aufgrund der verhältnismäßig geringen Abwärme einfach gehalten, sodass diese den Durchfluss nicht unnötig bremsen.
Mittlerweile gibt es auch Kühlkörper für Spielekonsolen.

### Pumpe

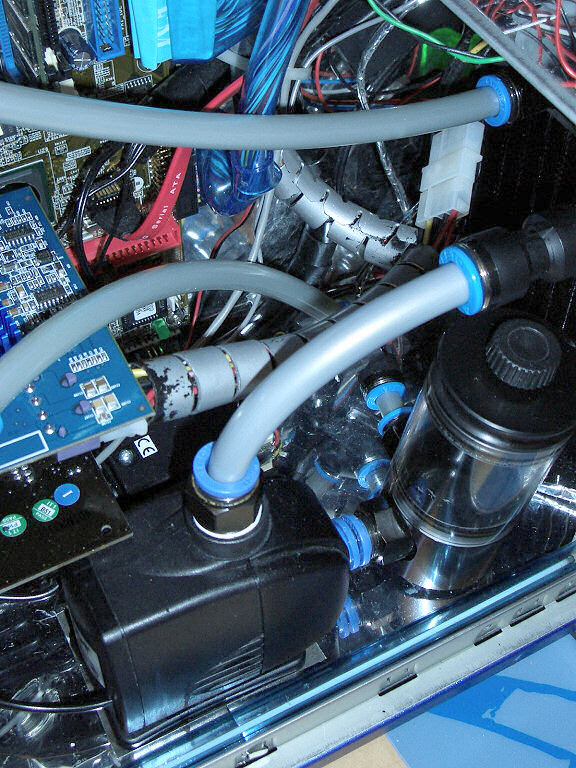
Pumpe und Ausgleichsbehälter

Als Pumpen wurden einst hochwertige Aquarienpumpen eingesetzt, die dauerbetriebsfähig und sehr leise sind. Während die Pumpen früher noch eine eigene 230-V-Versorgung benötigten und getrennt vom Rechner eingeschaltet werden mussten (hier besteht allerdings die Gefahr, das Einschalten der Pumpe zu vergessen), gibt es inzwischen auch vom Netzteil des Rechners abhängige Steuereinheiten und direkt am Netzteil oder auch am Mainboard anschließbare 12-V-Pumpen. Bei einer Pumpe ist nicht nur die Fördermenge (Liter pro Stunde), sondern auch die maximale Förderhöhe (Meter Wassersäule, mWS) ein wichtiges Kriterium, da diese Daten ein Maß für die Leistungsfähigkeit der Pumpe darstellen. Die Pumpe muss den Durchflusswiderstand bzw. Druckverlust des gesamten Kühlkreislaufs überwinden, der unter anderem von Schlauchdurchmessern, Winkeln und Aufbau von Kühlkörper und Radiator bestimmt wird. Der Druckabfall wird entweder in bar oder mWS angegeben (10,19 mWS = 1 bar). Höhenunterschiede im gefüllten Kühlsystem mit Zu- und Ablauf auf gleichem Niveau sind nicht von Bedeutung, da das Wasser lediglich umgewälzt wird.

### Ausgleichsbehälter
Der Ausgleichsbehälter bietet dem Kühlmedium bei erwärmungsbedingter Ausdehnung ausreichend Raum und dient der einfachen Befüllung und Entlüftung der Wasserkühlung. Er besteht meist aus Plexiglas oder Aluminium und ist auch in exklusiven und hochwertigen Varianten erhältlich, in denen das Wasser beispielsweise durch ein Bullauge betrachtet werden kann oder in denen das Wasser mit Leuchtdioden beleuchtet wird, was zum Teil durch fluoreszierende Wasserzusätze unterstützt wird. Heutzutage werden auch Pumpen hergestellt, die direkt im Ausgleichsbehälter sitzen und so weniger Platz im Gehäuse einnehmen.

### Radiator
Die Radiatoren bestehen in der Regel aus einer Kupferrohrschlange, die Kontakt mit vielen dünnen Metalllamellen hat, oder feinen Wasserkanälen, zwischen denen dünne Metallstege befestigt sind. Die zweite Variante ist aufgrund der größeren Kühloberfläche die leistungsfähigere, aber auch teurere. Die Radiatorgröße wird durch die maximale Wärmeabgabe aller zu kühlenden Rechnerkomponenten bestimmt. Diese Wärmeleistung wird in Watt gemessen.
Auf einen großen Teil der heutigen aktiven Radiatoren passen Lüfter mit 120 mm oder 140 mm Kantenlänge, die aufgrund ihrer Größe mit relativ geringer Drehzahl und damit leise arbeiten können, um den erforderlichen Luftstrom zu erzeugen. Auf dem Markt gibt es solche Radiatoren für 1–18 Lüfter, wobei manche Radiatoren mit Lüftern geliefert werden.

### Schläuche und Anschlüsse
Schläuche und Anschlüsse werden gemeinsam betrachtet, denn nicht jede Anschlussart ist für jeden Schlauch geeignet (und umgekehrt).
Schlauchdimensionen werden anwendungsspezifisch als „Steckdurchmesser × Wanddicke“ angegeben. Die zweite Durchmesserangabe (je nach System also Innen- bzw. Außendurchmesser) berechnet sich aus Addition (ESV-System) oder Subtraktion (Stecksystem) der doppelten Wanddicke vom Nenndurchmesser.
Das gängigste Anschluss-System sind die sogenannten ESV-Anschlüsse (Einschraubverschraubung): Hier wird der Schlauch aufgesteckt und von einer Überwurfmutter festgehalten. Die verwendeten Schläuche sind, abhängig von der Auslegung des Systems, meist mit 1 mm Wanddicke gefertigt. Die in Zusammenhang mit diesen Anschlüssen am häufigsten verwendete Schlauchart besteht aus Polyvinylchlorid (PVC). Mittlerweile ist Tygon weit verbreitet: Diese Schläuche sind durch besondere Weichmacher elastischer und biegsamer und deshalb leichter zu verlegen.
Die Mindestverlegeradien betragen je nach Schlauch zirka 40 bis 60 mm. Die ESV-Anschlüsse sind meist aus Metall (MS-Ni) und recht klein, sehen deshalb recht hochwertig aus und tragen kaum auf. Dazu sind sie mit zirka 1 Euro pro Verbinder recht preisgünstig.

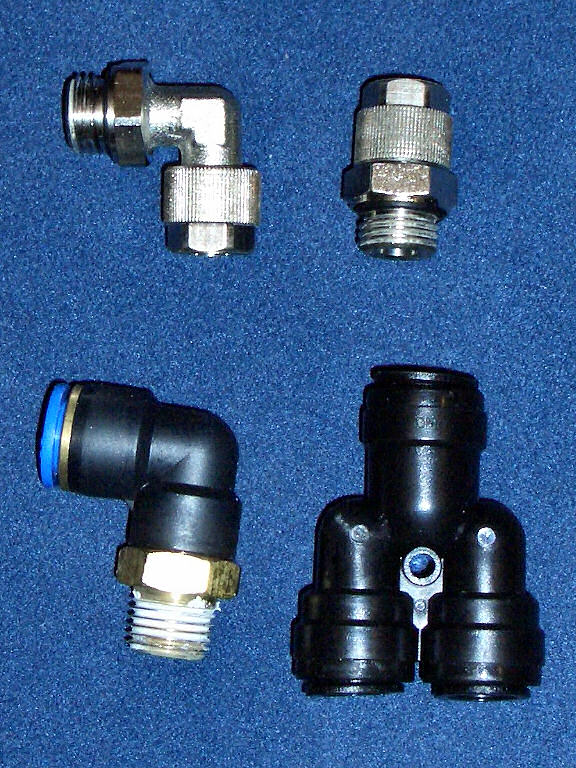
Pneumatik- und Festo QS-Anschlüsse

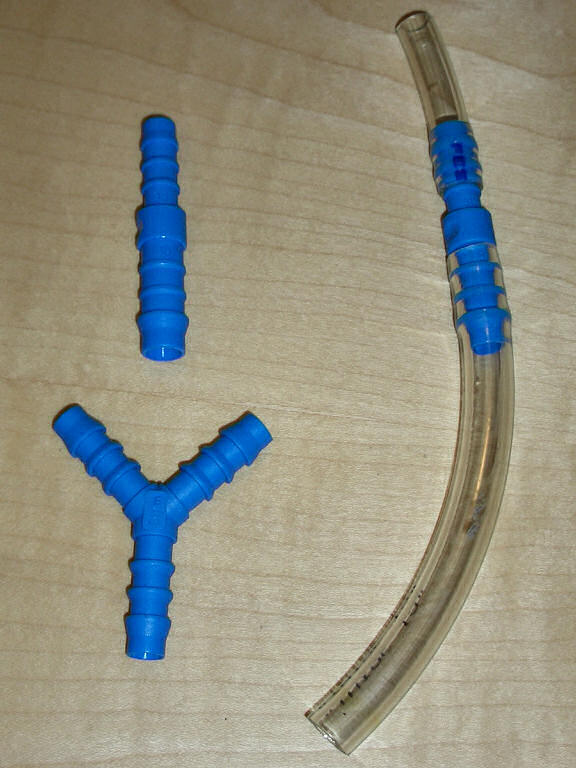
Schlauchtüllen

Alternativ gibt es Steckverbinder-Systeme. Im Grunde stammt dieses System ebenfalls aus dem Pneumatik-Bereich. Neben dem Quick-Star-System des Fabrikats Festo kommt auch ein konstruktiv äquivalentes System des französischen Herstellers Legris zum Einsatz. Diese Anschlüsse sind deutlich größer als Pneumatik-Anschlüsse und benötigen speziellen, dickwandigeren und damit sehr biegefesten Schlauch (meist aus Polyurethan (PUR)), der auch größere Verlegeradien von 60 bis 80 mm erfordert. Hier wird der Schlauch einfach in den Anschluss eingesteckt, von Metallklammern festgehalten und mit einem Gummiring abgedichtet. Um die Verbindung zu lösen, wird ein außen angebrachter Ring in den Anschluss hineingedrückt und presst die Halteklammern auseinander.
Probleme entstehen bei Unterschreitung der Mindest-Biegeradien, wenn der Schlauch schräg im Anschluss sitzt oder sich leicht zu einem ovalen Querschnitt verformt. In diesem Fall kommt es häufig zu Dichtigkeitsproblemen. Außerdem müssen die Schläuche möglichst gerade abgeschnitten werden.
Die für Pneumatikanwendungen konzipierten Winkelverschraubungen weisen kleine Umlenkradien auf, die bei Wasseranwendungen als ungünstig anzusehen sind. Zudem liegt der Preis bei Einzelabnahme ab 2,50 bis über 5 Euro.
Es gibt zwei verschiedene Gewindetypen: konisch mit Teflon-Dichtung (Bezeichnung zum Beispiel R1⁄4″) und gerade mit Gummidichtung (Bezeichnung zum Beispiel G1⁄4″). Die erste Variante mit konischem Gewinde (R-Gewinde) eignet sich nicht bei direkter Verschraubung mit Kunststoff und Plexiglas, da die Abdichtung im Gewinde erfolgt und die auftretenden Kräfte bei der Montage zur Beschädigung des Kühlers führen können. Die zylindrische Ausführung ist dagegen problemlos überall einsetzbar.
Schlauchtüllen werden auf dem europäischen Markt außer als Verbinder kaum eingesetzt und haben gegenüber den vorgenannten Systemen eigentlich nur Nachteile, vor allem die größere Gefahr von Leckagen bei unachtsamem Einbau. Es müssen häufig Schlauchschellen oder Kabelbinder eingesetzt werden, um ein Lösen des Schlauches zu verhindern.
Auf dem amerikanischen Markt dagegen sind Tüllen weit verbreitet, da hier häufig größere Schlauchdurchmesser (1⁄2″ und mehr) zum Einsatz kommen, wodurch die Systeme besonders auf hohen Durchfluss ausgelegt sind. Mittlerweile findet dieser Trend auch allmählich Anklang auf dem europäischen Markt, da sich durch den Einsatz von 1⁄2″-Tüllen handelsübliche Gartenschläuche verwenden lassen.
Zusammenfassend sind die ESV-Anschlüsse in der Praxis recht problemlos zu handhaben. Montagefehler können konstruktionsbedingt kaum auftreten. Auch bei häufiger Demontage ist dieses System sicher zu handhaben. Steckverbinder-Systeme haben neben dem Nachteil der notwendigen größeren Biegeradien auch noch den Nachteil, dass die notwendigen starren Schläuche höhere Kräfte auf die Komponenten bringen, was bei VGA-Karten zum Beispiel zu Kontaktproblemen führen kann. Nach der Demontage sollten die verwendeten Schläuche eingekürzt oder ausgetauscht werden, da die Metallklammern der Halterung bei unvorsichtiger Demontage Kratzer auf dem Schlauch verursachen können, die bei Neumontage zu Leckagen führen können.
Die Angaben der Anschlüsse beziehen sich immer auf den Steckdurchmesser:
- ESV-System: Gewinde/Innendurchmesser/Wanddicke, also zum Beispiel: G1⁄4 Zoll – 8×1, der Schlauch hat hier die Maße 8 mm innen und 10 mm außen
- Steckverbinder-Systeme: Gewinde/Außendurchmesser/Wanddicke, also zum Beispiel: G1⁄4 Zoll, 10×1-Schlauch hat Maße 8 mm innen und 10 mm außen. Trotz der anderen Angabe sind es also die gleichen Schläuche.
- Bei Tüllensystemen wird meistens der Außendurchmesser der Dichtlippen der Tülle angegeben (zum Beispiel 14 mm), wonach der zu verwendende Schlauch einen geringfügig geringeren Innendurchmesser (zum Beispiel 12 mm) haben muss, damit der Schlauch eng genug sitzt, um abdichten zu können. Der Außendurchmesser sowie die Wanddicke spielen dabei keine Rolle.

Üblich ist beispielsweise auch die Bezeichnung 8⁄6 für Schläuche mit 8 mm Außen- und 6 mm Innendurchmesser, demnach ergibt sich eine Wanddicke von 1 mm. Für diese Schläuche ist auch die Bezeichnung 8×1 gängig. Ohne Angabe des Bezugsdurchmesseres (zum Beispiel 8a×1) besteht Verwechslungsgefahr mit 8i×1-Schläuchen, die dann 8 mm Innen- und 10 mm Außendurchmesser haben, vor allem bei der Verwendung von Schläuchen und Anschlüssen von mehr als einem Hersteller.

### Wasserzusatz
Korrosionsschutz mit Hilfe von Wasser-Zusatzmitteln hat in erster Linie den Zweck, die Wasserkühlung vor biologischer Aktivität und deren Folgen sowie vor Korrosion zu schützen. Zusätzlich wird vom Zusatz auch die Schmierung der Pumpe übernommen. Moderne Kühlwasserzusätze erlauben inzwischen die Verwendung gewöhnlichen Leitungswassers im Kühlkreislauf. Ein weiterer gewünschter Nebenaspekt stellt oft die Senkung der Oberflächenspannung des Wassers dar, was insbesondere die Entlüftung des Kühlkreislaufs erleichtert.
Aus Kostengründen wird auch häufig auf aus dem Automobilbereich stammendes Frostschutzmittel (zum Beispiel Glysantin) zurückgegriffen. Nebenbei wirken darin enthaltene Zusätze korrosionshemmend bei Mischmetallinstallationen. Bei nicht erforderlicher Frostschutz-Eigenschaft kann weniger hoch dosiert werden. Üblich ist dann ein Mischverhältnis von etwa 1:10.
Prinzipiell herrschen in einem PC-Wasserkühlungskreislauf jedoch deutlich förderlichere Bedingungen für Mikroorganismen, da hier die Kühlflüssigkeit nicht regelmäßig „abgekocht“ wird wie beim Verbrennungsmotor, sondern sich sogar größtenteils in einem für das Bakterienwachstum optimalen Temperaturbereich befindet (zwischen 30 °C und 40 °C), sodass eventuell weitere antibiologische Zusätze nötig sind.
Mittels Zugabe von Farbzusätzen kann das Kühlwasser auch eingefärbt werden, was bei transparenten Schläuchen einen zusätzlichen optischen Effekt bewirkt. Handelsübliche Lebensmittelfarbe reicht dafür theoretisch aus, ist jedoch nicht langzeitstabil und somit aus technischer Sicht ungeeignet. Ultraviolett (UV)-reaktive Farben leuchten in Verbindung mit einer eingebauten UV-Lampe, dem so genannten Schwarzlicht. Allerdings sollten dann Schläuche aus UV-beständigem Material verbaut werden. Es ist auch häufig zu beobachten, dass sich viele Plastikteile (unter anderem auf dem Mainboard) durch monatelangen UV-Einfluss verfärben oder verhärten. Die Einfärbung des Kühlwassers hat keinerlei Zusatznutzen und sollte wenn überhaupt möglichst nur kurzzeitig erfolgen und das System danach gründlich gereinigt werden. Farbzusätze können die Kühlkapazität des Systems vermindern oder auch Dichtungen, Pumpenlager und Kühler angreifen.

## Einbau

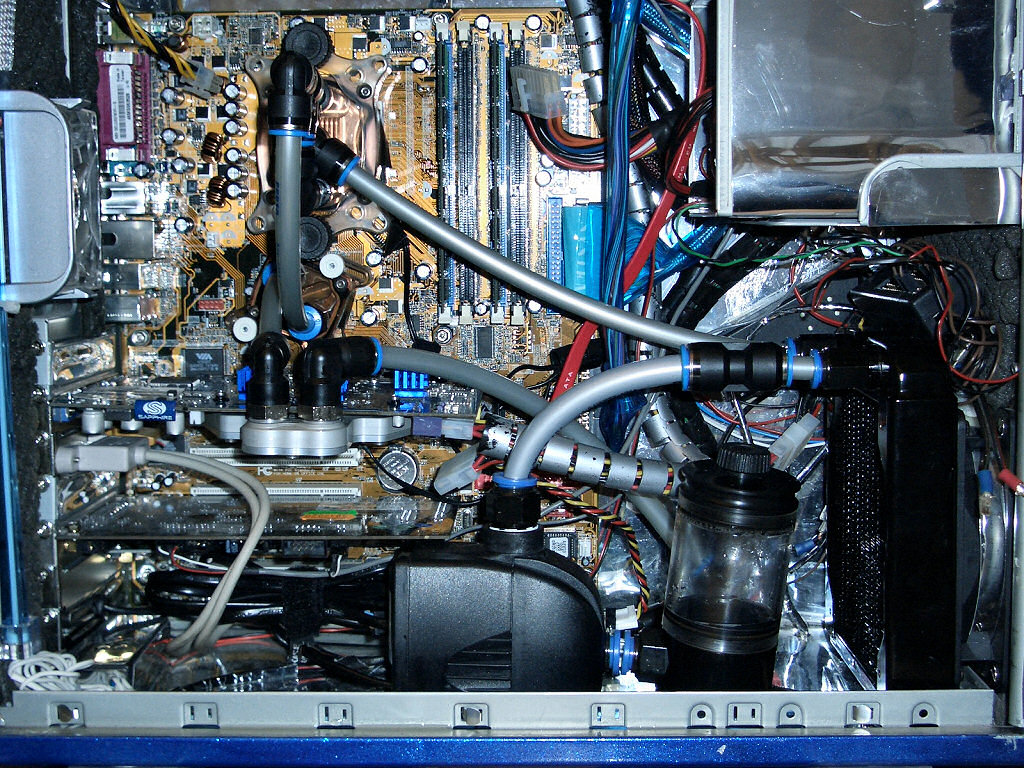
Radiator-Installation in der Gehäusefront

Von großer Bedeutung beim Einbau einer Wasserkühlung ist die Platzierung des Radiators. Bei passiv-gekühlten Systemen kommt nur eine Platzierung außerhalb des Gehäuses in Frage, zum einen aus Platzgründen, denn Passivradiatoren kompensieren fehlende Belüftung oftmals durch Größe, und zum anderen, weil bei Montage innerhalb des Gehäuses zusätzliche Lüfter die Abwärme des Radiators aus dem Gehäuse transportieren müsste, was dem Konzept des Passivradiators widerspricht.
Alternativ ist die Anbringung an der Rückwand möglich. Meist kann so aber nur ein Single-Radiator angebracht werden. Es sind auch andere Einbauorte möglich, wie Seite, Gehäusefront oder Boden.
Gehäuse und Pumpengröße spielen bei der Anbringung von Pumpe und Ausgleichsbehälter eine wichtige Rolle. Manche Ausgleichsbehälter haben geeignete Halterungen, mit denen man sie auch außen am Gehäuse anbringen kann (zum Beispiel hinten). Vorteile sind hier, dass sie im Gehäuse nicht hinderlich sind und das Gehäuse zum Befüllen des Kühlsystems nicht geöffnet werden muss.

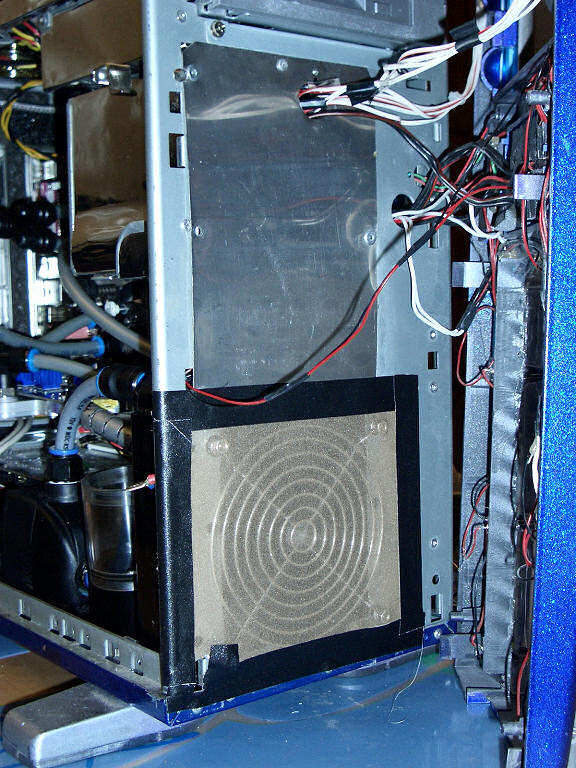
Improvisierter Staubfilter

Nach dem erfolgreichen Einbau wird das System befüllt und entlüftet. Dabei wird in der Regel destilliertes oder demineralisiertes Wasser mit einem Anti-Algen-Zusatz verwendet. Es wird oft empfohlen, die komplette Wasserkühlung erst einmal außerhalb des Rechners zusammenzubauen, zu füllen und auf Dichtheit zu prüfen. Das ist jedoch nur dann sinnvoll, wenn sie anschließend eingebaut werden kann, ohne wieder demontiert zu werden. Beim Entlüften kann Kühlflüssigkeit austreten. Ein Test der eingebauten Wasserkühlung bei laufender Pumpe im stromlosen Zustand des Rechners kann eventuelle Leckstellen aufzeigen und zur Entlüftung des Kühlkreislaufs beitragen.
Bei der Montage innerhalb des Gehäuses kann ein zu kleines Gehäuse die Montage eines Dual- oder Triple-Radiators verhindern.
Wird der Radiator außerhalb des Gehäuses befestigt, ist die Gehäusewahl nicht eingeschränkt. Er kann dann beispielsweise mithilfe einer entsprechenden Halterung auf dem Gehäuse befestigt werden, durch die Halterung bleibt ein Abstand zwischen Radiator und Gehäuse. So kann auch ein Triple-Radiator mit einem Midi-Tower verwendet werden.
Soll der Radiator hinten angebracht werden, das Gehäuse bietet dort aber keinen Platz für die 120-mm-Variante, gibt es auch 80 mm breite Wärmeübertrager. Speziell dann, wenn der Radiator vorne, unten oder an der Seite angebracht wird, kann eine zusätzliche Gehäuseentlüftung (Rückwand oder Deckel) erforderlich sein.

## Integrierte Systeme

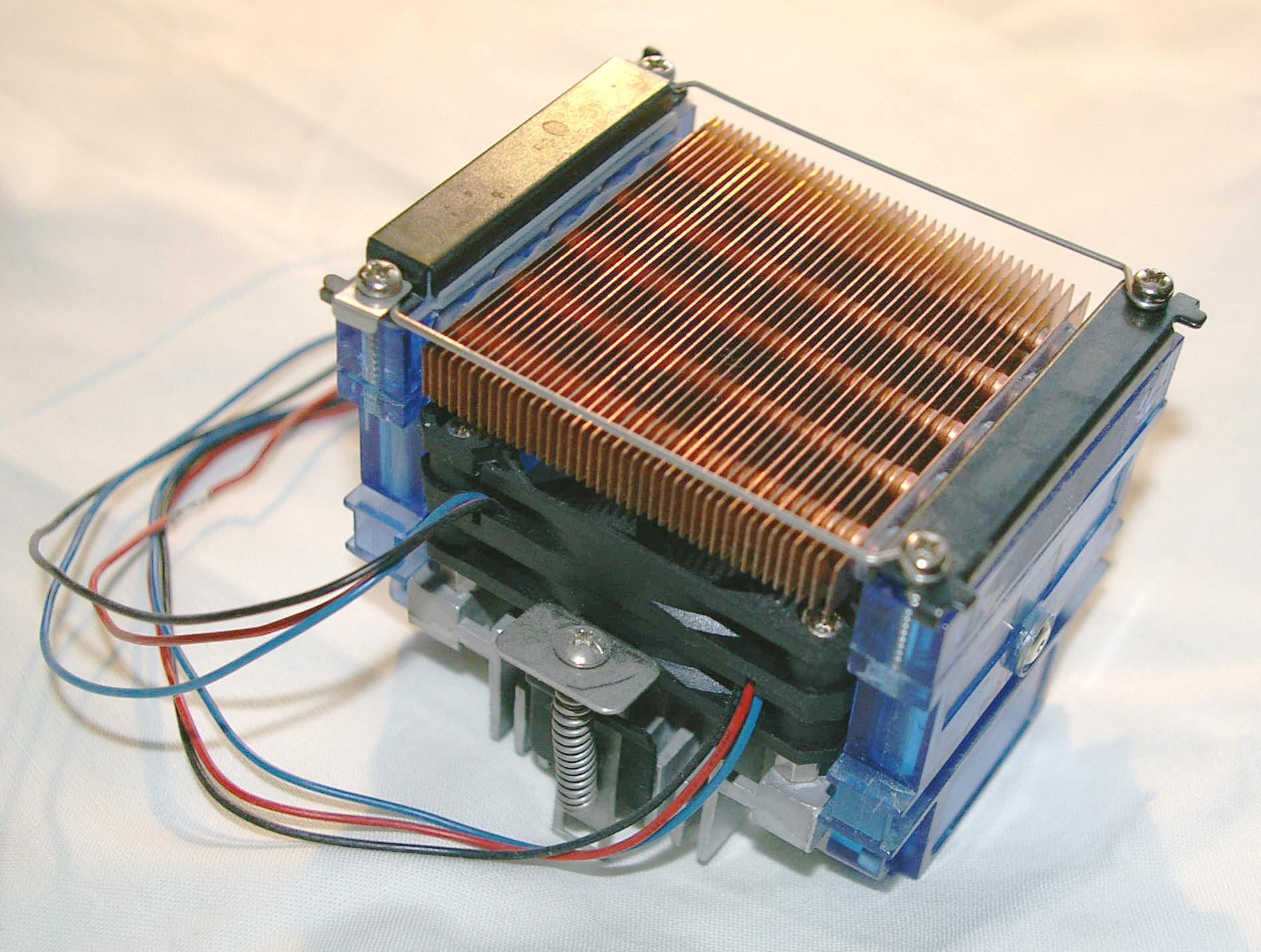
Integrierte Wasserkühlung für AMD-Duron und Athlon

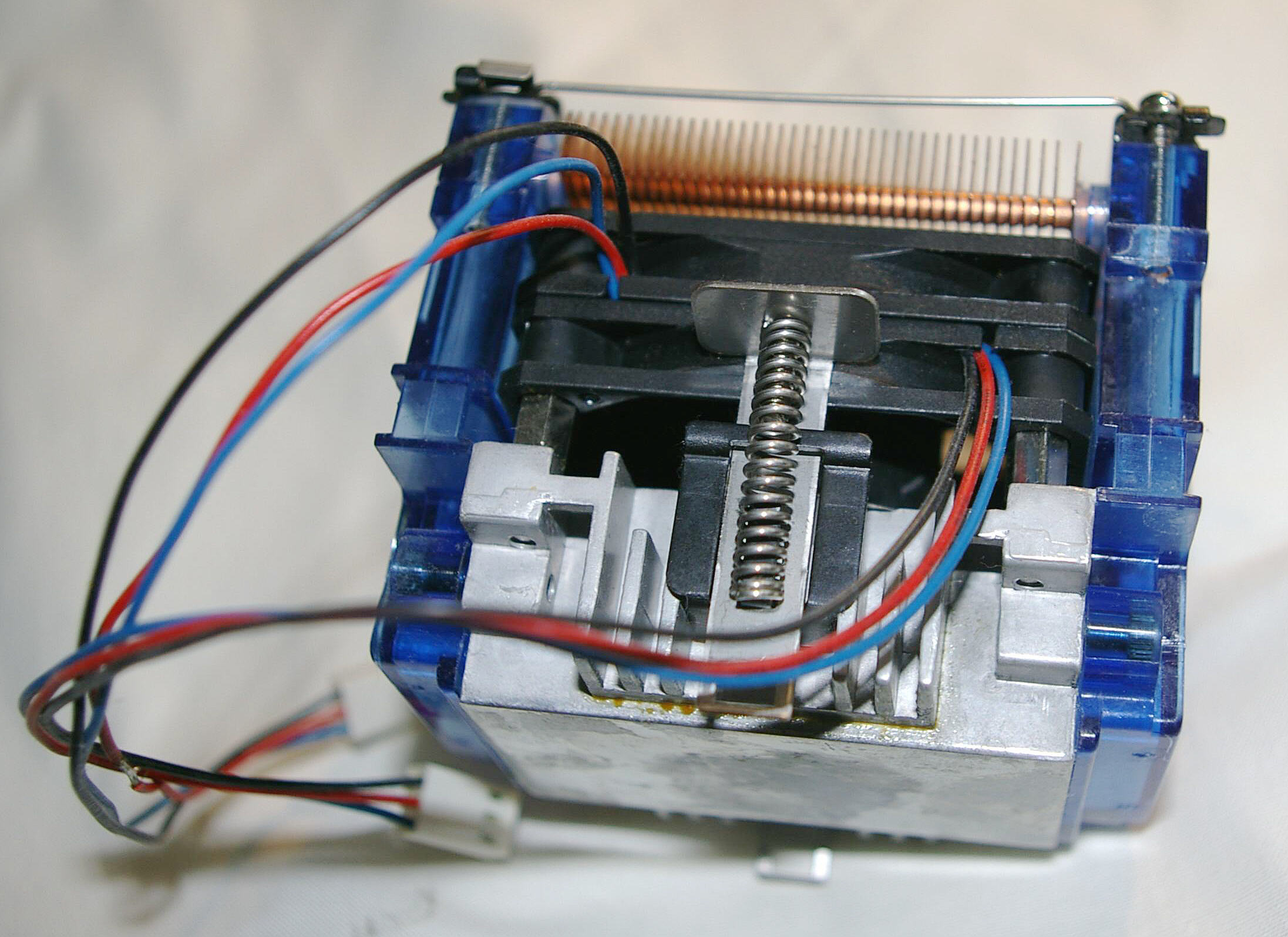
Unterseite mit Kühl- und Pumpenblock

Es existieren auch Lösungen, die die Komponenten einer Wasserkühlung auf kleinem Raum integrieren. Die hier gezeigte Einheit wurde für den Aufbau auf AMD-Athlon-Prozessoren verkauft. In dieser Einheit ist im Aluminium-Körper eine Wasserpumpe integriert. In den blauen Kunststoffschächten läuft das Wasser zum Kupferrohrkühler. Dort wird die Kühlflüssigkeit von einem Luftstrom gekühlt, der von einem Ventilator zwischen Aluminium-Körper und Kupferkühler erzeugt wird.
Das Problem solcher Einheiten ist die fehlende Information über ein notwendiges Ergänzen des Kühlmittels. Wenn der Umlauf nicht mehr funktioniert, ist es nur eine Frage der Zeit, bis durch die hohe Prozessorhitze auch der Kunststoff in Mitleidenschaft gezogen wird. Diese Systeme sind weder leistungsfähiger noch leiser als gute konventionelle Luftkühler oder aus Einzelkomponenten aufgebaute Wasserkühlungen. Zudem wird nicht das Grundproblem gelöst, dass die Abwärme des Prozessors im PC-Gehäuse bleibt und anderweitig abgeführt werden muss.